# Thereva rossica
Thereva rossica är en tvåvingeart som beskrevs av Becker 1922. Thereva rossica ingår i släktet Thereva och familjen stilettflugor. Inga underarter finns listade i Catalogue of Life.